# Lista rezervațiilor naturale din județul Botoșani
Lista rezervațiilor naturale din județul Botoșani cuprinde ariile protejate de interes național (rezervații naturale), situate pe teritoriul administrativ al județului Botoșani, declarate prin Legea Nr. 5 din 6 martie 2000 (privind aprobarea Planului de amenajare a teritoriului național - Secțiunea a III-a - arii protejate).

## Lista ariilor protejate
| Denumirea ariei protejate   | Cod       | Localizare | Categorie IUCN | Tip                   | Suprafață (ha) | Observații (foto) |
| --------------------------- | --------- | ---------- | -------------- | --------------------- | -------------- | ----------------- |
| Arinișul de la Horlăceni    | RONPA0249 | Șendriceni | IV             | forestier             | 5              |                   |
| Bucecea - Bălțile Siretului | RONPA0245 | Bucecea    | IV             | floristic             | 2              |                   |
| Făgetul secular Stuhoasa    | RONPA0250 | Suharău    | IV             | forestier             | 60,70          |                   |
| Pădurea Ciornohal           | RONPA0247 | Călărași   | IV             | forestier             | 76,50          |                   |
| Pădurea Tudora              | RONPA0248 | Tudora     | IV             | forestier             | 117,60         | Pădurea Tudora    |
| Stânca Ripiceni             | RONPA0246 | Ripiceni   | IV             | geologic și floristic | 1              |                   |
| Stânca Ștefănești           | RONPA0243 | Ștefănești | IV             | geologic și floristic | 1              |                   |
| Turbăria de la Dersca       | RONPA0244 | Dersca     | IV             | botanic               | 10             |                   |